# Джонні Гейс
Джон Джозеф Гейс (англ. John Joseph Hayes; нар. 10 квітня 1886 — пом. 25 серпня 1965) — американський легкоатлет, який спеціалізувався в марафонському бігу.

## Із життєпису
Олімпійський чемпіон-1908 з марафонського бігу. Завершив дистанцію другим за італійцем Дорандо П'єтрі, якого після фінішу дискваліфікували за те, що на фінішній частині дистанції його підтримували судді через сильне зневоднення. Результат, який показав Гейс у Лондоні (2:55.18,4), став першим в історії вищим світовим досягненням з марафонського бігу на класичній довжині дистанції (42195 метрів).
Переможець Йонкерського марафону (1907) та марафону в Сан-Франциско (1909).
Срібний призер Бостонського (1908) та Чиказького (1909) марафонів.
Бронзовий призер Бостонського (1907) та Нью-Йоркського (1909) марафонів, а також марафону в Сіетлі (1909).
Наприкінці 1908 став професійним спортсменом. Після дискваліфікації П'єтрі на Іграх-1908, двічі брав участь з ним у 1908 та 1909 у марафонських забігах-реваншах, що проходили в Нью-Йорку на доріжці в приміщенні, проте обидва рази програвав італійцю.
По завершенні спортивної кар'єри працював тренером, готував марафонську команду США до Ігор-1912.
Згодом займався бізнесом у сфері торгівлі харчовими продуктами.

## Основні міжнародні виступи
| Рік  | Змагання         | Місто  | Місце | Дисципліна | Примітки         |
| ---- | ---------------- | ------ | ----- | ---------- | ---------------- |
| 1908 | Олімпійські ігри | Лондон | 1     | марафон    | Відео на YouTube |